# 長崎市立池島小中学校
長崎市立池島小中学校（ながさきしりつ いけしましょうちゅうがっこう）は、長崎県長崎市池島町にある公立の小学校・中学校併設校である。

## 概要
外海村立神浦小学校と外海村立神浦中学校の分校として設立され、1959年（昭和34年）に分離した。分離当初は小・中併設校だったが、池島炭鉱の隆盛により児童・生徒数が増加したため、1965年（昭和40年）には併設を解消した。しかし、池島炭鉱の閉山や過疎化・少子化に伴い児童・生徒数は次第に減少したことから、2006年（平成18年）に再び併設校となった。
教育目標として、「心身ともに健康で、ねばり強く生活する児童生徒の育成」を標榜している。
長崎市池島町（池島）の全域を校区としている
校歌は、1961年（昭和36年）に制定された。歌詞は公募によるもの、作曲は国立音楽学校教授の小山章三によるものである。小学校と中学校が併設していなかった時期があるため、小・中学校それぞれの歌詞がある。
2016年現在、在籍児童数は1名のみ。

## 沿革
分校時代
- 1877年（明治10年）6月 - 神浦小学校池島分教場が設置される。
  - その後、「神浦村立神浦尋常小学校池島分教場」、「神浦村立神浦尋常高等小学校池島分教場」に改称。
- 1941年（昭和16年）4月1日 - 国民学校令により、「神浦村立神浦国民学校池島分教場」と改称。
- 1947年（昭和22年）4月1日 - 学制改革（六・三制の実施）により、「神浦村立神浦小学校池島分校」と改称。新制中学校「神浦村立神浦中学校池島分校」を併置。
- 1955年（昭和30年）2月11日 - 2村合併により外海村が発足し、「外海村立神浦小学校池島分校」・「外海村立神浦中学校池島分校」と改称。

独立
- 1959年（昭和34年）
  - 4月1日 - 外海村立神浦小学校・中学校から分離し、「外海村立池島小中学校」（併設校）として設立される。学級編制は各学年1学級あり、計9学級であった。
  - 4月18日 - 新校舎が完成する。
  - 6月13日 - 開校式を挙行する。
  - 9月10日 - 運動場が完成する。
- 1960年（昭和35年）
  - 4月6日 - 校章の制定に伴い、帽章・バッジの使用を開始する。
  - 5月3日 - 外海村の町制施行に伴い、外海町立池島小中学校に改称する。
  - 7月6日 - 校旗を制定する。
  - 8月29日 - 西側校舎（6教室）が完成する。
- 1961年（昭和36年）
  - 1月20日 - 校歌を制定する。
  - 10月15日 - 東側校舎（3教室）が完成する。
- 1963年（昭和38年）6月13日 - 東側校舎（6教室）が完成する。
- 1964年（昭和39年）
  - 9月2日 - ミルク給食を開始する。
  - 10月1日 - 中学校校舎の建設に着手する。
- 1965年（昭和40年）
  - 4月1日 - 小中学校が分離し、外海町立池島小学校および外海町立池島中学校となる。
  - 5月31日 - 中学校校舎が完成し、翌日をもって移転を完了する。
- 1967年（昭和42年）4月1日 - 学級増により、中学校が小学校の校舎1教室を借用する。
- 1970年（昭和45年）3月10日 - 校舎南側グリーンベルト (60m) が卒業生より寄贈される。
- 1972年（昭和47年）2月10日 - 中学校の校舎を増築する。
- 1990年（平成2年）9月10日 - 中学校にコンピュータ室が完成し、10月17日より使用する。
- 1991年（平成3年）9月27日 - 台風19号によりコンピュータ室および視聴覚室に大きな被害を受ける。
- 2001年（平成13年）11月29日 - 池島炭鉱が閉山する。
- 2005年（平成17年）
  - 1月4日 - 外海町が長崎市に編入され、長崎市立池島小学校および長崎市立池島中学校に改称する。
  - 10月31日 - 学校支援会議「鏡会」が結成される。
- 2006年（平成18年）4月1日 - 再び小・中併設校となり、長崎市立池島小中学校となる。校舎は小学校のものを使用。
- 2015年（平成27年）4月1日 - 池島中学校が休校となる。

## 交通
公共交通機関
- 長崎市コミュニティバス 「グランド前」バス停

最寄りの道路
- 長崎県道216号池島循環線

## 周辺
- 池島簡易郵便局

## 関連事項
- 長崎県小学校一覧
- 長崎県中学校一覧